# Эгино II (Фрайбург)
Эгино II (нем. Egino II. von Freiburg; ум. 1318) — граф Фрайбурга (в Брейсгау) с 1271 по 1316 годы.
Старший сын Конрада I фон Фрайбурга (1236—1271) и Софии фон Цоллерн.

## Биография
В 1275 году разрушил Бург Церинген. Тот когда-то был владением герцогов Церингенов, но после прекращения их династии (1218) перешёл не к графам Ураха, к роду которых принадлежал Эгино II, а был захвачен императором Фридрихом II. Эгино II полагал, что недавно избранный королём Рудольф Габсбург не отважится на ответные действия. Однако король собрал большую армию и осадил Фрайбург. Через 3 недели осады граф и горожане попросили о пощаде. Рудольф Габсбург заставил их заплатить 2000 марок серебра в возмещение расходов.
После смерти короля (1291) Эгино II поддержал в борьбе за трон его сына герцога Альбрехта Австрийского, а горожане Фрайбурга — Адольфа Нассауского. Став королём, Альбрехт Габсбург подтвердил права своих сторонников на все ленные владения.
После этого Эгино II потребовал от горожан увеличить сумму ежегодных платежей с 200 до 300 марок, но те отказались. Граф призвал на помощь брата своей жены — епископа Страсбурга Конрада фон Лихтенберга. Тот собрал войско и осадил Фрайберг, но во время вылазки был убит (1299). Чтобы избежать наказания, горожане согласились на графские условия.
Однако даже увеличенных платежей не хватало Эгино II для содержания двора, и он начал распродавать и закладывать свои владения и за деньги раздавать привилегии. Это не понравилось его сыну Конраду. Его люди схватили графа и заточили в крепость. В результате 31 марта 1316 года Эгино II официально отрёкся от власти.

## Семья
Эгино II был женат на Катарине фон Лихтенберг, дочери Людвига I фон Лихтенберга. Дети:
- Конрад III (ум. 10.07.1350), граф Фрайбурга.
- Генрих (ум. 1311/13), канонник в Страсбурге.
- Гебхард (ум. 1337), епископ Страсбурга с 1238.
- Эгино (ум. 14.07.1298), канонник в Страсбурге.
- София, с 1286 г. жена графа Фридриха VI фон Лейнинген-Дагсбурга.
- Елизавета, с 1298 жена графа Хартмана I фон Кибурга.
- Клара, монахиня в Страсбурге.